# برايان تيرني
برايان تيرني (بالإنجليزية: Brian Tierney) هو مسير أعمال أمريكي، ولد في 1957 في Upper Darby Township, Pennsylvania ‏ في الولايات المتحدة.